# Gabriola (bướm đêm)
Gabriola là một chi bướm đêm thuộc họ Geometridae.